# 576793 Károlyiamy
576793 Karolyiamy è un asteroide della fascia principale. Scoperto nel 2012, presenta un'orbita caratterizzata da un semiasse maggiore pari a 2,867628 UA e da un'eccentricità di 0,069934, inclinata di 6,259666° rispetto all'eclittica.